# خیاط سفارشی
خیاط سفارشی (چینی: 私人订制) یک فیلم در ژانر کمدی رمانتیک به کارگردانی فنگ شیائوگانگ است که در سال ۲۰۱۳ منتشر شد.